# КБ Туполев
Вижте пояснителната страница за други значения на Туполев.
КБ Туполев е авио-конструкторско бюро, част от Авиационно обединение ОАО „Туполев“.
Бюрото носи името на академик Андрей Туполев.
За 80 години съществуване, зад стените на КБ Туполев са разработени повече от 300 проекти на различни типове летателни апарати. Почти 90 проекта са реализирани до прототип, а около 40 влизат в серийно производство.
Произведени са повече от 18 000 самолета.
Сградата на бюрото се намира на улиците „Радио“ и „Набережная Академик Туполев“ 17. На зданието е поставена мемориална плоча в чест на прославения конструктор.
В днешни дни главното опитно предприятие на ОКБ Туполев – ММЗ „Опит“ не развива своята дейност, поради обявена от съда несъстоятелност, по иск на кредиторите, и е обявено за продажба.

## Главни конструктори
- 1922 — Андрей Николаевич Туполев
- 1973 — Алексей Андреевич Туполев